# Sismo na Costa-Rica de 2012
O Terremoto na Costa-Rica de 2012 foi um tremor da terra na Costa-Rica, de magnitude 7,6 em 5 de setembro de 2012.
Sismo de entre 7,6 e 7,9 graus na escala sísmica de magnitude de momento, que atingiu esse país da América Central nesse dia do ano 2012.
O tremor aconteceu às 08:42 (UTC -6), com seu epicentro a 8 quilômetros da cidade de Sámara; enquanto Guanacaste teve uma profundidade de 20 quilômetros. Gerou um alarme de tsunâmi para territórios da América que são banhados pelo Oceano Pacífico, de acordo com o Observatórios Vulcanológicos e Sismológicos da Costa-Rica (OBSICORI).
A atividade sísmica afetou um elevado número das estruturas da península de Nicoya, além de causar a queda dos serviços públicos. O terramoto é considerado entre 7,6 MW, segundo o Serviço Geológico dos Estados Unidos da América; e 7,9 MW segundo o INGV da Itália.; enquanto o Centro de Terremotos da China estimou-o em 7,9 Ms.
Este terremoto teve uma duração de um minuto aproximadamente segundo os relatórios das autoridades nacionais.[carece de fontes?]
Segundo a Cruz Vermelha costa-riquenha, este foi o acontecimento telúrico mais forte da Costa-Rica, após o ocorrido em 1991.[carece de fontes?]